# Cowkeeper
Ahaya (vers 1710 – 1783) ou Cowkeeper (littéralement « gardien de vaches » comme le surnommèrent les Britanniques) est un chef séminole. 

## Jeunesse
Sa tribu, les Oconees, venait à l'origine du centre de l'actuelle Géorgie mais son peuple s'installa le long de la Chattahoochee dans le nord de la Floride alors qu'il était un jeune enfant. Ahaya devint chef de son village alors qu'il n'avait qu'une vingtaine d'années et entretenait déjà une haine farouche pour les Espagnols qui régnaient alors sur la Floride. Lorsque James Oglethorpe de Géorgie lança un raid britannique contre la capitale de la Floride espagnole, Saint-Augustine, en 1740, c'est tout naturellement qu'Ahaya et ses guerriers devinrent ses alliés. Vers 1750, Ahaya conduisit son peuple plus au sud, sur la grande prairie d'« Alachua » que l'on nomme aujourd'hui Paynes Prairie, probablement à proximité des ruines d'un village Timucua, nommé Potano. Ils y trouvèrent du gibier et du poisson en abondance ainsi que de nombreuses vaches sauvages. Son peuple rassembla ce bétail pour former un immense troupeau, ce qui valut à leur chef d'être surnommé « Cowkeeper » par les Britanniques.

## Floride britannique
Vers 1757, le peuple de Cowkeeper vivait dans un village prospère, nommé Cuskowilla, sur la rive nord-ouest du lac Tuscawilla, où se trouve aujourd'hui la localité de Micanopy. Cette année-là, leur chef rendit visite au gouverneur de Géorgie et lui exprima sa haine des Espagnols et des tribus amérindiennes qui leur étaient alliées. Sa haine, expliqua-t-il au gouverneur, lui venait d'une vision qui indiquait qu'il ne trouverait pas de repos après sa mort s'il n'avait tué au moins cent Espagnols. En 1763, lorsque l'Espagne dut céder la Floride aux Britanniques, Cowkeeper était enchanté. Il se rendit même à Saint-Augustine pour l'entrée en fonction du nouveau gouverneur britannique Patrick Tonyn. Les Britanniques traitèrent sont peuple de manière distincte des autres indigènes de Floride, qu'ils nommaient « Séminoles ».

## Visite de William Bartram
En 1774, le naturaliste William Bartram de Philadelphie rendit visite à Cowkeeper et à son village de Cuskowilla. Il fut honoré par un grand festin composé de la viande du meilleur bétail de la tribu. Lorsque Bartram expliqua à son hôte qu'il désirait étudier les plantes et animaux de la région, Cowkeeper en fut amusé. Il baptisa le scientifique américain Puc-puggee, le « chasseur de fleurs ». Il l'autorisa cependant à explorer son territoire comme bon lui semblait. 

## Visite de John Bryan
La même année, un colon de Géorgie nommé John Bryan tenta d'escroquer les chefs creeks de la colonie, afin qu'ils renoncent aux droits de leurs tribus sur les terres de Floride. Cowkeeper fut choqué, lorsqu'il vit cet homme arriver sur son territoire et commencer à graver son nom sur un chêne, mais ses alliés intervinrent rapidement. Le gouverneur James Wright de Géorgie informa les Creeks de la duplicité de Bryan et le gouverneur de Floride, Tonyn, délivra un mandat d'arrêt à l'encontre de la fripouille.

## Mort
En 1783, lorsque les Britanniques durent restituer la Floride à l'Espagne, Cowkeeper y vit sa chance, d'accomplir sa vision, de tuer cent Espagnols avant sa mort. Il organisa une attaque contre Saint-Augustine, mais tomba bientôt malade. Sachant sa fin proche, il fit venir ses fils Payne et Bolek et leur confessa qu'il n'avait jusqu'alors tué que quatre-vingt-six espagnols et leur demanda de tuer les quatorze restant en son nom.

## Sources
- (fr) William Bartram, Yvon Chatelin, Le Voyage de William Bartram (1773-1776) : découverte du paysage et invention de l'exotisme américain, Paris : Karthala ; Ed. de l'ORSTOM, 1991  (ISBN 9782865373444)
- (en) Lars Andersen, Paynes Prairie : a history of the great savanna, Sarasota, Fla., Pineapple Press, 2001 (ISBN 9781561642250).